# Embuscade de Clonoe
Batailles
L'embuscade de Clonoe est un affrontement militaire entre l'armée britannique et l'armée républicaine irlandaise provisoire (IRA). Le 16 février 1992, une unité de l'IRA lance une attaque sur une base de la Royal Ulster Constabulary dans le comté de Tyrone. Elle tombe peu après dans une embuscade tendue par le Special Air Service (SAS) dans l'enceinte d'une église du village de Clonoe (en) alors qu'elle battait en retraite. Quatre membres de l’IRA ont été tués et deux ont été placés en détention.

## Contexte
À partir de 1985, l'unité locale de l'IRA mène une campagne contre la police d'État britannique et des installations de l'armée.
En 1987, une unité de l'IRA de Tyrone est prise dans une embuscade et huit de ses membres ont été tués par des forces spéciales britanniques alors qu'ils attaquaient un poste de police à Loughgall, dans le comté d'Armagh.
Malgré ces pertes, la campagne de l'IRA se poursuit. Elle prend pour cible près de 100 installations policières et militaires au cours des cinq années suivantes,.
Trois autres membres de l'IRA — Gerard Harte, Martin Harte et Brian Mulli — tombent dans une embuscade et sont tués par des SAS alors qu'ils tentaient de tuer un soldat du régiment de défense de l'Ulster près de Carrickmore, dans le comté de Tyrone. Les services de renseignement britanniques les identifient comme les auteurs de l'attentat à la bombe contre les bus de Ballygawley, qui avait tué huit soldats britanniques.
La même unité locale de l'IRA abat un hélicoptère Gazelle de l'armée britannique le 11 janvier 1990 près d'Augher.
Le 3 juin 1991, trois hommes de l'IRA, Lawrence McNally, Michael Ryan et Tony Doris, sont tués à Coagh dans une embuscade du Special Air Service alors qu'ils s'apprêtaient à abattre un soldat de l'Ulster Defence Regiment qui n'était pas en service.
La Brigade East Tyrone de l'IRA a perdu 53 membres, tués par les forces britanniques pendant les troubles. Parmi eux, 28 ont été tués entre 1987 et 1992.

## L'embuscade

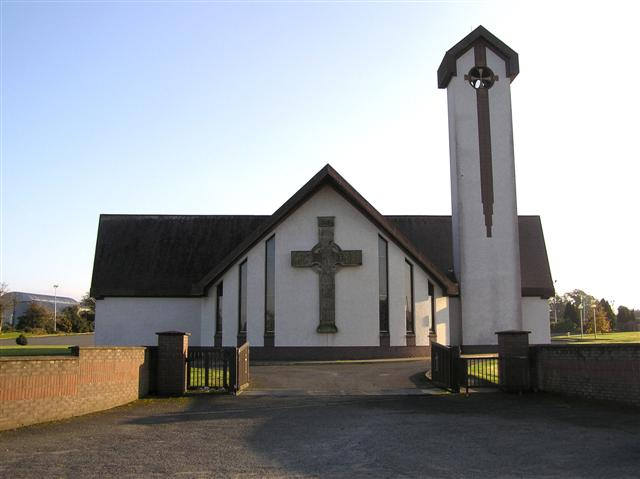
L'église Saint-Patrick de Clonoe, lieu de l'embuscade.

Durant la nuit du 16 février 1992, une voiture volée et un camion transportant plusieurs membres de l'IRA arrivent dans le centre du village de Coalisland.
30 coups de mitrailleuse lourde DSHK sont tirés contre des installations britanniques. Le reste de l'unité est armé de fusils d'assaut AKM de fabrication soviétique. Les assaillants de l'IRA se replient ensuite rapidement sur la colline d'Annagher.
Arrivés sur le parking de l'église Saint-Patrick du village de Clonoe, à trois kilomètres du poste de police de Coalisland, à 22 h 45, les membres de l'IRA déchargent leur mitrailleuse lorsque des membres de l'armée britannique déclenchent un feu soutenu à l'arme automatique.
Patrick Vincent (20 ans), le conducteur du camion, est abattu de cinq balles alors qu'il se trouve encore dans la cabine. Peter Clancy (19 ans), touché par dix balles, et Kevin O'Donnell (21 ans), touché deux fois, sont tués en descendant la DShk du camion. Sean O'Farrell (23 ans) est poursuivi à travers le terrain de l'église sur une distance de 100 mètres avant d'être abattu de cinq balles dans le dos alors qu'il tente de franchir une clôture. Deux autres hommes de l'IRA, en charge de l'organsiation de la fuite des autres Volonteers sont faits prisonniers. Le toit de l'église est incendié par une balle ayant percuté un réservoir de carburant. Un soldat britannique est blessé lors de l'affrontement. Dans un communiqué, l'IRA affirme qu'une autre unité de service actif composée d'au moins quatre volontaires ayant participé à l'opération à Coalisland « s'est échappée indemne ».
D'après plusieurs témoins, certains des hommes de l'IRA ont tenté de se rendre aux soldats britannique pendant l'embuscade mais ont été sommairement exécutés.

## Conséquences
Lors des funérailles d'O'Donnell et d'O'Farrell à Coalisland, le prêtre de la paroisse, le père MacLarnon, reproche aux forces britanniques les évènements de l'église de Clonoe, tout en appelant appelle l'IRA et le Sinn Féin à remplacer « la politique de confrontation par la politique de coopération ». Francis Molloy, un conseiller local du Sinn Féin, sort de l'église en signe de protestation, tandis que les dirigeants du Sinn Féin Gerry Adams et Martin McGuinness restent à leur place. Des centaines de policiers de la Royal Ulster Constabulary stationnent devant l'église pendant les funérailles, la RUC ayant changé de politique après l' attaque du cimetière de Milltown. Cette démonstration de force est critiquée par le Sinn Féin.
L'attaque de Clonoe est la denière embuscade du Special Air Service en Irlande du Nord au cours de laquelle des membres de l'IRA sont tués. La tension croissante entre les partisans locaux de l'IRA et les patrouilles militaires britanniques conduit à des combats de rue impliquant des soldats d'un régiment de parachutistes trois mois plus tard.